# Crepidium matsudae
Crepidium matsudae là một loài thực vật có hoa trong họ Lan. Loài này được (Yamam.) Szlach. mô tả khoa học đầu tiên năm 1995.